# Skanova
Skanova är ett svenskt telebolag som är helägt av det delvis statliga bolaget Telia Company. Skanova äger och driver fiber- och kopparnät som täcker hela Sverige, och säljer nätkapacitet till Telia Sverige såväl som andra Internetleverantörer och teleoperatörer i Sverige. Dessa företag tillhandahåller i sin tur teletjänster, exempelvis fast telefoni, bredbandsaccess, mobiltelefoni, kabel-tv och innehållstjänster, till slutkunder såsom företag och privatpersoner. Skanova bygger även fibernät åt byalag.   
Skanova har funnits som varumärke sedan år 2000, och ägdes då av Telia Sonera Network Sales AB. Skanova ombildades januari 2008 till ett separat infrastrukturbolag inom Telia Company-koncernen, dåvarande Telia Sonera. Skanovas nät började emellertid byggas redan av dåvarande Kongl. Elecktriska Telegraf-Werket (bildat år 1870), som senare blev Televerket. Delar av det tidiga kopparnätet är fortfarande i drift. 
Skanovas nät består av ett stamnät eller transportnät, nätet mellan telestationer, och accessnät som är anslutningen mellan telestation och exempelvis en bostad, en mobilmast eller ett flerfamiljshus. Skanovas stamnät och fiberaccessnät är konkurrensutsatta, medan Skanovas kopparaccessnät kan beskrivas som ett naturligt monopol, på liknande sätt som annan infrastruktur ofta är. Bolaget jämförs i debatten med Banverket (numera Trafikverket), som emellertid på ett tydligare sätt är fristående från sina största kund, statliga bolaget SJ.

## Telia Sonera Skanova Access AB
Skanova AB är ett av Telia Company helägt dotterbolag och ingår organisatoriskt i Telia Companys affärsområde Broadband Services. Bolaget bildades januari 2007 och den nuvarande verksamheten startade den 1 januari 2008. Den 2 januari 2008 överlät dåvarande Telia Sonera genom en verksamhetsavyttring sina koppar- och fibernät samt kanalisation till dotterbolaget Skanova, till marknadsmässig ersättning. Orsaken till bildandet var att Post- och telestyrelsen ville att Telia Sonera skulle föra över accessnätet i ett eget bolag, skilt från moderbolaget, för att andra teleoperatörer skulle garanteras lika tillgång till nätet. För att garantera att alla operatörer behandlas lika skapades en grupp kallad Equality Access Board (Kommittén för likaberättigande) som bevakar verksamheten utifrån likabehandlingsperspektiv. 
Skanova har 500 anställda vid sju orter i Sverige. Huvudkontoret finns i Solna. Omsättningen är 7,5 miljarder kronor (2011). Vd är Henrik Norrbom.